# ポっぷ
『ポっぷ』は阿部真央の2枚目のアルバム。2010年1月27日発売。

## 概要
前作「ふりぃ」から約1年ぶりとなるアルバム。2009年に発売された「伝えたいこと/I wanna see you」、「貴方の恋人になりたいのです」やアルバムの先行シングルとして発売された「いつの日も」を含む13曲が収録されている。収録曲のうち、13曲中10曲は高校時代に書いた曲であり、これで学生時代に書いた曲はほとんど発表したと明かしている。当時、デビューへの期待を持っていた為、聴いてくれる人のことを想像して書かれており、それより以前に書かれた曲が中心の前作『ふりぃ』とは、その点が異なる。
アルバム名は収録する曲が揃ったとき、「あ、ポップだな」と感じた阿部が付けた。“ポップ”には発信するものと受信するものの間に存在し、両者を繋ぐという意味もあり、「阿部真央と聴いてくれる人を繋いでくれるアルバム」という意図もある。
ジャケット写真は阿部が赤い椅子の上に立っている写真が起用されている。通常盤とDVD付の初回限定盤の2種販売であり、初回版の写真では阿部が中央にいるが、通常版では右に若干寄っている。2010年1月6日に着うた、同年1月27日に着うたフルがリリースされた。
2010年2月8日付のオリコンチャートで初登場5位となり、自身初となるオリコンチャートTOP10入りを果たす。

## 収録内容
| 全作詞・作曲: 阿部真央。 |                                |          |            |                                            |      |
| #                        | タイトル                       | 作詞     | 作曲・編曲 | 編曲家                                     | 時間 |
| 1.                       | 「未だ」                       | 阿部真央 | 阿部真央   | 安藤正和、小森雄壱                         | 3:22 |
| 2.                       | 「I wanna see you」            | 阿部真央 | 阿部真央   | 安藤正和                                   | 3:33 |
| 3.                       | 「モンロー」                   | 阿部真央 | 阿部真央   | 小森雄壱                                   | 3:09 |
| 4.                       | 「貴方の恋人になりたいのです」 | 阿部真央 | 阿部真央   | 安藤正和、小森雄壱（ストリングスアレンジ） | 5:06 |
| 5.                       | 「伝えたいこと」               | 阿部真央 | 阿部真央   | 小森雄壱                                   | 4:10 |
| 6.                       | 「都合の良い女の唄」           | 阿部真央 | 阿部真央   | 阿部真央                                   | 4:54 |
| 7.                       | 「15の言葉」                   | 阿部真央 | 阿部真央   | 小森雄壱                                   | 4:05 |
| 8.                       | 「もうひとつのMY BABY」        | 阿部真央 | 阿部真央   | 阿部真央                                   | 5:08 |
| 9.                       | 「loving DARLING」             | 阿部真央 | 阿部真央   | 安藤正和                                   | 3:00 |
| 10.                      | 「わかるの」                   | 阿部真央 | 阿部真央   | 安藤正和                                   | 4:58 |
| 11.                      | 「ポーカーフェイス」           | 阿部真央 | 阿部真央   | 小森雄壱                                   | 3:45 |
| 12.                      | 「いつの日も」                 | 阿部真央 | 阿部真央   | 小森雄壱                                   | 5:17 |
| 13.                      | 「サラリーマンの唄」           | 阿部真央 | 阿部真央   | 阿部真央                                   | 3:03 |

| #  | タイトル                                               | 作詞 | 作曲・編曲 |
| -- | ------------------------------------------------------ | ---- | ---------- |
| 1. | 「阿部真央WORKS 2008〜2009」                           |      |            |
| 2. | 「「阿部真央らいぶNo.0.7」Digest」(2009/12/10 渋谷DUO) |      |            |

## 演奏
- 阿部真央：Vocal & Acoustic Guitar
- 小森雄壱：Programming (#1.3.5.7.12)
- 宮川剛
  - Drums (#1.12)
  - Percussion (#7)
- 川崎哲平：Bass (#1.2.4)
- 和田建一郎：Electric Guitar (#1.2)
- 浜崎大地：Drums & Tambourine (#2)
- 福長雅夫：Drums (#4)
- 菅原潤子：Electric Guitar (#4)
- 友納真緒：Cello (#4.7.12)
- 岡さおり：Viola (#4.7)
- 漆原直美、久保啓子：Violin (#4.7.12)
- 安部潤：Piano (#7)
- 吉田佳史 (TRICERATOPS)：Drums (#9.10.11)
- イワイエイキチ：Bass (#9.10.11.12)
- 弥吉淳二：Electric Guitar (#9.10.11.12)
- MAOCHANS：Hand Claps (#9)
- 渡邉智生：Viola (#12)

## タイアップ
- I wanna see you
  - カルピスウォーターCMソング（2009年3月・4月度）
- 伝えたいこと
  - フジテレビ系列『HEY!HEY!HEY! MUSIC CHAMP』エンディングテーマ（2009年6月・7月度）
- 15の言葉
  - 映画『半分の月がのぼる空』主題歌
- いつの日も
  - フジテレビ系列『エチカの鏡〜ココロにキクTV〜』エンディングテーマ